# Rapid River (Beckler River)
Der Rapid River ist ein Zufluss des Beckler River im US-Bundesstaat Washington. Er ist 21 km lang und hat ein Einzugsgebiet von 106 km².

## Flusslauf
Der Rapid River entspringt beim Grouse Lake, viele Kilometer östlich des Beckler River. Der Rapid River fließt ostwärts, wendet sich nach Süden, Südwesten und schließlich Westen. Vom Lake Janus und den westlichen Hängen des Jove Peak fließen mehrere kleinere Flüsse in den Rapid River. Andere fließen ihm vom ebenfalls auf dem Kamm der Kaskadenkette gelegenen Union Peak zu. Die Pacific Crest Trail folgt dem Gebirgskamm und Teilen des Rapid-River-Flussbetts. Sowohl der Jove als auch der Union Peak, welche zu den hohen Ausläufern der Kaskadenkette gehören, trennen das Einzugsgebiet des Rapid Rivers von dem des Little Wenatchee Rivers. Während das Wasser des Rapid River letztlich in den Puget Sound fließt, fließt der Little Wenatchee River, über den Wenatchee River, in den Columbia River
Von seiner Quelle, welche sich nahe dem Kamm der Kaskadenkette befindet, fließt der Rapid River südwestlich und westlich, wobei er mehrere Quellflüsse aufnimmt. Einer dieser Zuflüsse kommt aus Norden und erhält seinerseits Zufluss aus zwei Seen namens Cup Lake und Saucer Lake („Tassen- und Untertassensee“). Der Rapid River macht eine nordwärts gerichtete Wende. Der North Fork Rapid River entsteht Meilen weiter nördlich, seine Quellflüsse entspringen dem Pear Lake, Peach Lake und Grass Lake, nahe beim Wenatchee Pass auf dem Kamm der Kaskadenkette. Einige der größeren Berge im Einzugsgebiet des Rapid River sind zum Beispiel Valhalla Mountain, Scrabble Mountain, Scorpion Mountain, Sunrise Mountain, Evergreen Mountain, Grizzly Peak und Fortune Mountain.
In Bezug auf Flussgröße und Abflussmenge ist die wahre Quelle des South Fork Skykomish River der Rapid und Beckler River, obwohl der South Fork seinen Namen oberhalb des Zusammenflusses mit dem Beckler River behält.